# Luba (El Abra)
Luba es un municipio perteneciente a  la provincia de El Abra en la Región Administrativa de La Cordillera (RAC) situada al norte de la  República de Filipinas y de la isla de Luzón, en su interior.

## Geografía
Tiene una extensión superficial de 148.27 km² y según el censo del 2007, contaba con una población de 6 363 habitantes, 6 391 el día primero de mayo de 2010

### Ubicación
| Noroeste: Villaviciosa | Norte: Manabo                | Noreste: Boliney |
| Oeste: Villaviciosa    |                              | Este: Tubo       |
| Suroeste: San Quintín  | Sur: San Emilio (Ilocos Sur) | Sureste: Tubo    |

### Barangayes
Luba  se divide administrativamente en 8 barangayes, uno urbano y los restantes siete de carácter rural.
| Barangay               | Población (2007) | Población (2010) | Código (2012) |
| ---------------------- | ---------------- | ---------------- | ------------- |
| Ampalioc               | 1,127            | 1 177            | 140114001     |
| Barit                  | 589              | 572              | 140114002     |
| Gayaman                | 1,028            | 1 020            | 140114003     |
| Lul·luno               | 394              | 379              | 140114004     |
| Luzong                 | 893              | 920              | 140114005     |
| Nagbukel-Tuquipa       | 573              | 534              | 140114006     |
| San Emilio (Población) | 1,100            | 1 128            | 140114007     |
| Sabnangan              | 659              | 661              | 140114008     |